# Districtul Gießen
Districtul Gießen este un district rural (Landkreis) din regiunea administrativă de tip Regierungsbezirk omonimă a landului Hessa, Germania. Reședința districtului este orașul Gießen.
1. 1 2 3  GeoNames